# Banyutus hesione
Banyutus hesione is een insect uit de familie van de mierenleeuwen (Myrmeleontidae), die tot de orde netvleugeligen (Neuroptera) behoort. 
Banyutus hesione is voor het eerst wetenschappelijk beschreven door Banks in 1911.